# Злочинний закон
Злочинний закон (англ. Criminal Law) — американський кримінальний трилер режисера Мартіна Кемпбелла з Ґері Олдменом у головній ролі.

## Сюжет
Молодому адвокату Бену Чейзу, на емоціях, вдається переконати присяжних в невинності свого підзахисного, якого звинувачують у садистському вбивстві молодої жінки. Злочинець виходить на свободу. Чейз не замислюється про моральність свого вчинку, проте, коли вбивства починають повторюватися, адвокат сам береться довести провину колишнього клієнта.

## У ролях
| Актор              | Роль               |
| ------------------ | ------------------ |
| Ґері Олдмен        | Бен Чейз           |
| Кевін Бейкон       | Мартін Тіл         |
| Тесс Гарпер        | детектив Стіллвелл |
| Карен Янґ          | Еллен Фолкнера     |
| Джо Дон Бейкер     | детектив Месел     |
| Шон Макканн        | Джейкоб Фішер      |
| Рон Ліа            | Ґері Галл          |
| Майкл Сінельнікофф | професор Клементс  |
| Елізабет Шеперд    | доктор Тіел        |
| Карен Вулрідж      | Клавдія Кервен     |
| Елі Джірон         | Ізабела Фуертес    |
| Барбара Джонс      | Сандра Маззіна     |
| Роб Рой            | Ітан Паркс         |
| Джонні Катберт     | Гал Кітер          |
| Тайрон Бенскін     | Джексон            |